# Vesna Aleksić
Vesna Aleksić (Obrenovac, 11. april 1958) srpska je književnica. Najpoznatija je po svojim delima pisanim za decu, a njena zbirka priča „Kaljavi konj” uvrštena je u program lektire za 6. razred osnovnih škola u Srbiji.

## Biografija
Diplomirala je na Filozofskom fakultetu u Beogradu 1981. godine. Radi kao stručni saradnik u predškolskom obrazovanju.
Književnim radom se bavi od 1987. godine i uglavnom piše dela za decu i adolescente. Prvi roman za decu „Mesečev dečak“ izašao je 1994. godine u izdanju Srpske književne zadruge i imao je tri izdanja. Posle njega, izašlo je još petnaestak različitih naslova koji su uglavnom imali dva ili tri ponovljena izdanja. Autor je više radio drama, monodrama za decu i jedne monodrame za odrasle. Među romanima koje je napisala se takođe izdvajaju: „Karta za letenje“, „Vetar je, Aja“, „Starlet“, „Licitacija vetra“ (koji je u samo jednoj godini imao tri izdanja), „Moji rođeni oblaci“, "Lovac na maslačke", "Dugo mačje leto", "Sazveže violina", "Krokodil peva" i zbirka proze za odrasle „Ulica Jang“. Njena zbirka pripovedaka „Kaljavi konj”, inspirisana slovenskom mitologijom, u srpskim osnovnim školama nalazi se u programu lektire za 6. razred.

## Nagrade
Roman „Zvezda rugalica“ je dobio nagradu Neven kao najbolja knjiga za mlade u 1997. godini.
Zbirka priča „Ja se zovem Jelena Šuman“ dobila je nagradu Politikinog Zabavnika za najbolju knjigu za decu u 1998. godini.
Roman „Marija Modiljani“ je dobio nagradu Matice srpske u Novom Sadu kao najbolji roman za mlade u 1999. godini.
Za ukupan doprinos savremenom stvaralačkom izrazu u pisanju za mlade, Vesna Aleksić je dobila Zmajevu nagradu 2004. godine.
U 2013. godini je dobila priznanje „Sigridrug“ za monodramu „Moj prvi bicikl“.
Za zbirku priča „Kaljavi konj” , u vreme kada je objavljena, na Beogradskom sajmu knjiga dobila je nagradu za najbolju dečju knjigu na slovenskim jezicima posvećenu istoriji i kulturi slovenskih naroda, kao i nagradu Gordana Brajović. Ova nagrada dodeljuje se od 1997. godine za najbolju proznu knjigu za decu na književnom susretu Dani dečje poezije i stvaralaštva Gordana Brajović u Aleksincu, a dodeljuju je opština Aleksinac и Kompanija Novosti.
U 2017. godini je dobila priznanje „Plavi čuperak“ za knjigu„Krokodil peva“.
U 2017. godini je dobila Nagradu za najbolju dečju knjigu na Sajmu knjiga u Herceg Novom.

## Spoljašnje veze
- Biografija Архивирано на веб-сајту  (2. фебруар 2011)